# Plymouth Cambridge
La Cambridge è un'autovettura full-size prodotta dalla Plymouth dal 1951 al 1953.

## Storia
Il modello si collocava a metà della gamma Plymouth. Quando fu lanciata sui mercati, la vettura fu dotata di novità tecnologiche come i tergicristalli elettrici e i freni anteriori provvisti di due cilindri idraulici per ruota.
Dal 1951 al 1952 la vettura fu fornita di un motore a sei cilindri in linea da 3,6 L di cilindrata che sviluppava 97 CV di potenza. Nel 1953 questo propulsore fu aggiornato. Continuava ad avere le valvole laterali ed era fornito di un rapporto di compressione di 7,1:1. Per questa novità la potenza crebbe a 100 CV. Il motore era installato anteriormente, mentre la trazione era posteriore. Il cambio offerto di serie era manuale a tre rapporti. Era anche disponibile una trasmissione semiautomatica oppure automatica con overdrive.
La Cambridge era disponibile in versione berlina quattro porte e coupé due porte. La vettura è stata assemblata negli Stati Uniti ed in Australia.